# Splendrillia westralis
Splendrillia westralis é uma espécie de gastrópode do gênero Splendrillia, pertencente a família Drilliidae.